# Haapa
Le Haapa est une race de yack originaire du Bhoutan. C'est l'une des deux seules races présentes dans ce pays avec le Merakpa.

## Origine et distribution
Les yacks du Bhoutan descendent d'animaux venus du Tibet. Ils sont présents dans neuf des vingt districts du Bhoutan. Le Haapa se trouve dans le centre et l'ouest du pays. En anglais, il est cité sous le nom Western yak (« yack occidental », « yack de l'ouest »). Le Merakpa se trouve dans l'est du pays.

## Description
Chez le Haapa, le mâle atteint 136 cm au garrot et pèse jusqu'à 419 kg. La femelle légèrement plus petite, mesure 117 cm pour un poids de 264 kg. La couleur de pelage la plus courante est le noir (60 à 65 %) mais des animaux pies (noir et blanc, brun et blanc) sont aussi visibles. Les animaux entièrement blancs ne représentent que 5 % du cheptel. Les yacks du Bhoutan portent des cornes ; moins de 10 % des Haapas en sont dépourvus.

## Élevage et production
Le recensement de 1997 donne une population de 37 700 yacks dans le pays (toutes races confondues). Son élevage fait vivre près de 10 % de la population dans des zones de hautes altitudes et parfois très isolées. La production principale est le lait et la viande. Il est également très utilisé comme animal de selle ou bête de somme. La production de laine est plus secondaire. Le fumier est aussi utilisé pour fertiliser les champs ou comme combustible.
La période de reproduction a lieu entre juin et septembre. Une vache aura son premier veau entre 4 et 5 ans. Elle met bas un seul petit et aura deux veaux en trois ans. Pour éviter les problèmes liés à la consanguinité, les éleveurs font tournés les taureaux reproducteurs.
La tonte a lieu en mai et juin. Les animaux sont élevés dans un système d'élevage extensif. Les éleveurs réalisent des transhumances, amenant les animaux jusqu'à 5 000 m d'altitude en été et les redescendent entre 2 500 et 3 500 m pour l'hiver. 

## Menaces et sauvegarde
Dans les années 1990, le nombre de yack était en baisse. La raison est liée à plusieurs facteurs ː gestion des pâturages et accès à la ressource (compétition avec d'autres animaux d'élevage (bétail, chevaux)), abandon de l'élevage traditionnel par la jeune génération d'éleveurs cherchant un travail moins pénible, moins isolé et souhaitant étudier. Les animaux sont aussi victimes des grands prédateurs, en particulier les ours et les chiens sauvages,.
C'est le développement du tourisme dans les régions concernées qui permet d'aider au maintien de l'élevage du yack en proposant promenades et randonnées à dos de yack.

Yacks à Wangdue Phodrang
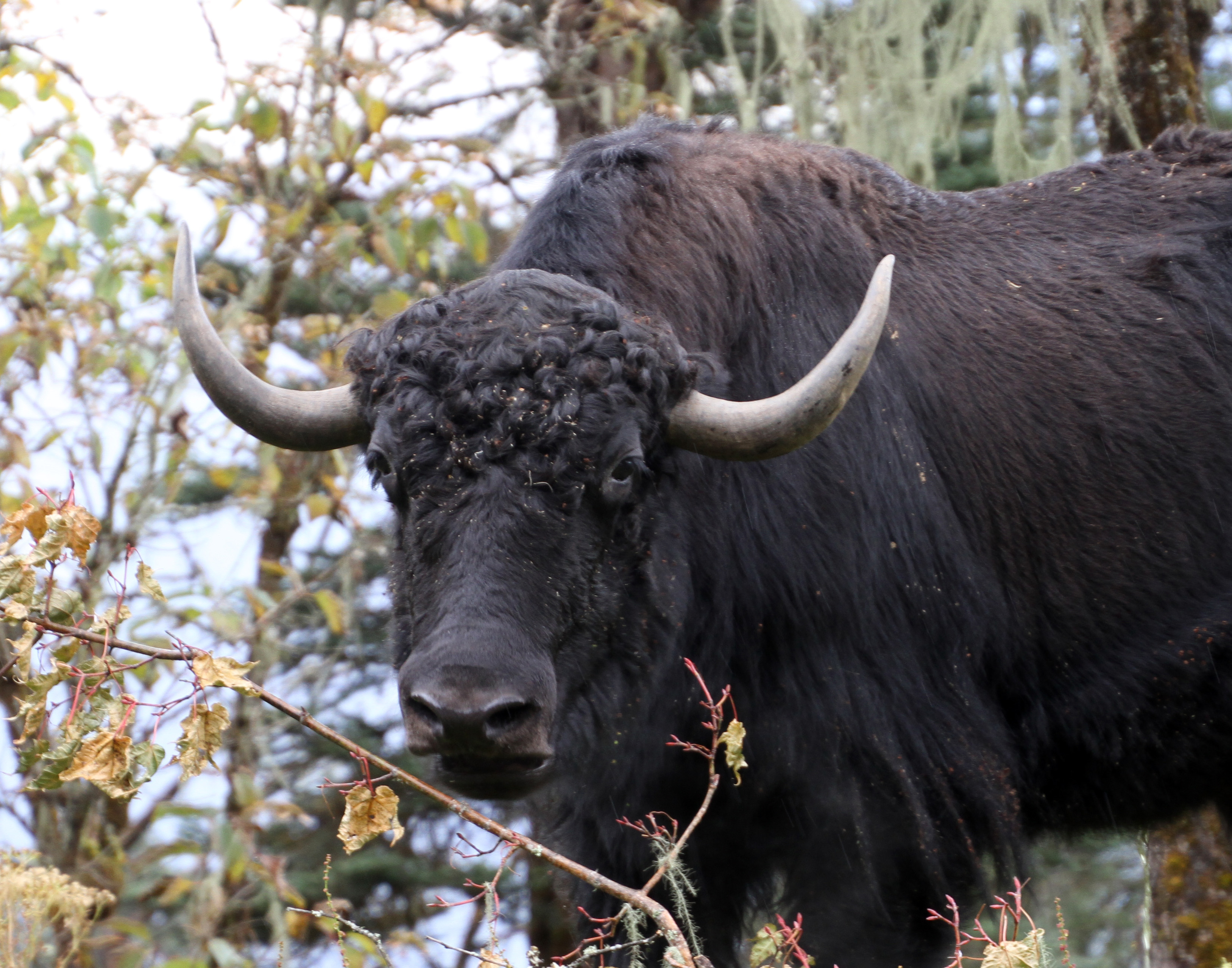
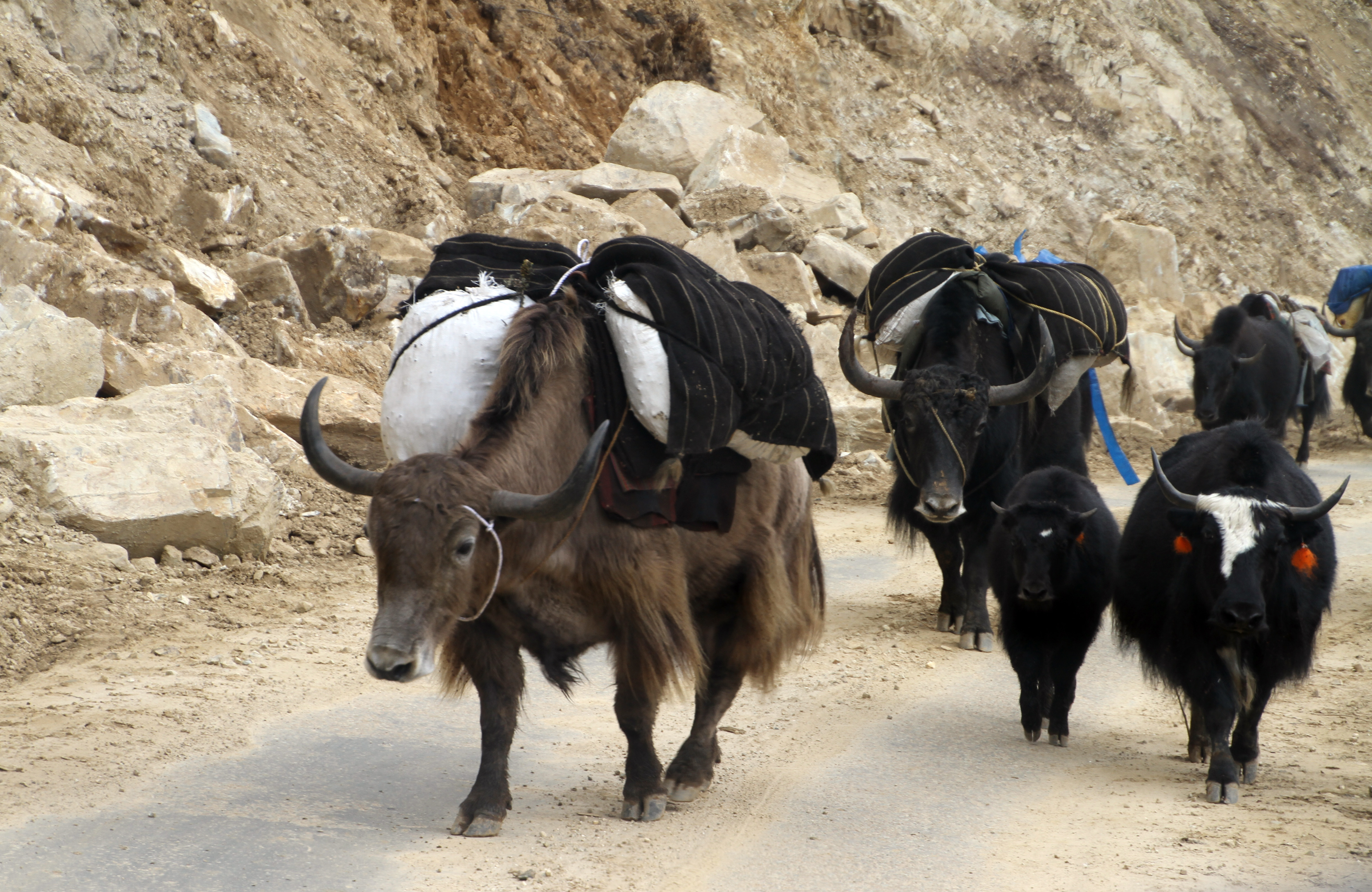
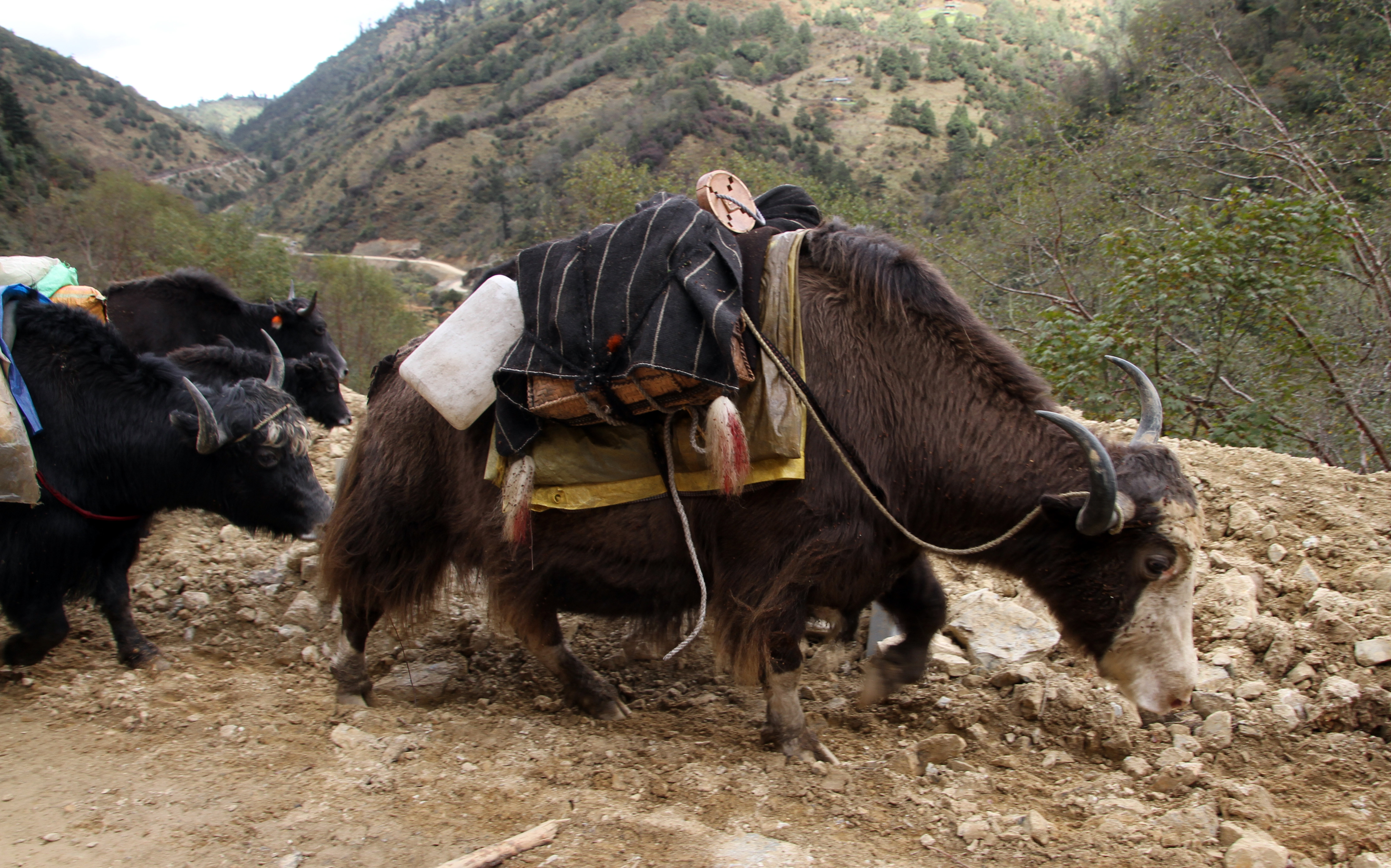
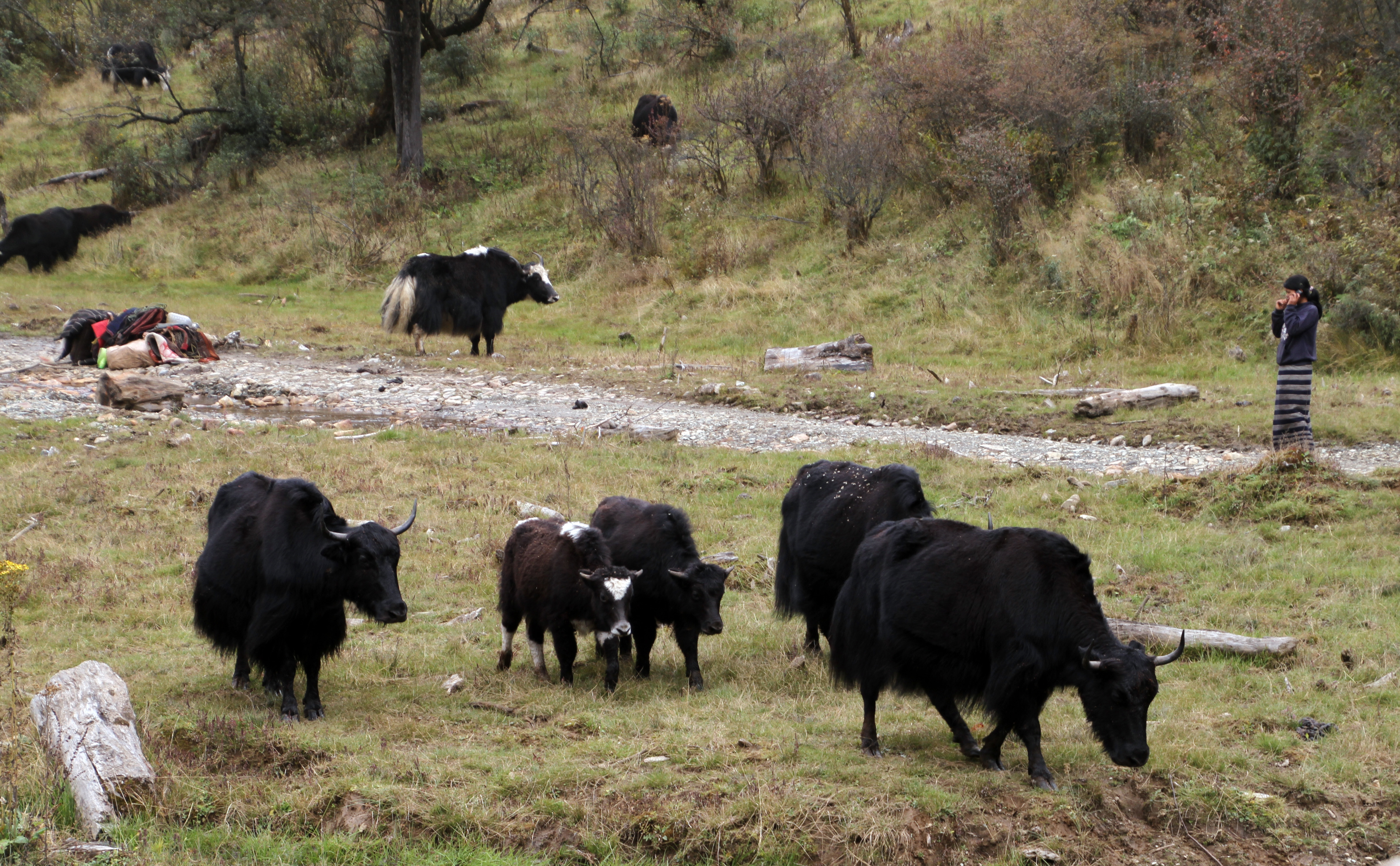